# لاشا بکائوری
لاشا بکائوری (انگلیسی: Lasha Bekauri؛ زادهٔ ۲۶ ژوئیهٔ ۲۰۰۰) جودوکار اهل گرجستان است.